# Gotra philippinensis
Gotra philippinensis là một loài tò vò trong họ Ichneumonidae.